# Savino Guglielmetti
Savino Guglielmetti (Milán, Italia, 26 de noviembre de 1911-ibídem, 23 de enero de 2006) fue un gimnasta artístico italiano, campeón olímpico en Los Ángeles 1932 en el concurso por equipos y en salto de potro.

## Carrera deportiva
En las Olimpiadas de Los Ángeles 1932 gana oro en equipo —por delante de los estadounidenses y finlandeses—, siendo sus compañeros de equipo: Oreste Capuzzo, Mario Lertora, Romeo Neri y Franco Tognini. También ganó el oro en salto de potro, por delante de los estadounidenses Al Jochim (plata) y Ed Carmichael (bronce).